# Noè Ponti
Noè Ponti (Locarno, 1º giugno 2001) è un nuotatore svizzero.

## Biografia
Nel 2021 ha conquistato la medaglia di bronzo nei 100 metri farfalla alle Olimpiadi di Tokyo. Vanta tre ori europei e tre ori mondiali, tutti in vasca corta.
Detiene il record del mondo nei 50 metri farfalla e nei 100 metri farfalla in vasca corta con i crono, rispettivamente, di 21"32 e di 47"71, entrambi realizzati ai campionati mondiali di Budapest del 2024.
Ai mondiali di Singapore del 2025 vince le sue prime medaglie iridate in vasca lunga, salendo sul secondo gradino del podio nei 50 e nei 100 metri farfalla.

## Palmarès
- Giochi olimpici

Tokyo 2020: bronzo nei 100m farfalla.
- Mondiali

Singapore 2025: argento nei 50m farfalla e nei 100m farfalla.
- Mondiali in vasca corta

Abu Dhabi 2021: argento nei 200m farfalla.
Melbourne 2022: argento nei 50m farfalla, bronzo nei 200m farfalla.
Budapest 2024: oro nei 50m farfalla, nei 100m farfalla e nei 100m misti.
- Europei

Roma 2022: argento nei 100m farfalla.
- Europei in vasca corta

Otopeni 2023: oro nei 50m farfalla, nei 100m farfalla e nei 200m farfalla, argento nei 100m misti.
- Europei giovanili

Kazan 2019: oro nei 50m farfalla.
- Festival olimpico della gioventù europea

Gyor 2017: argento nei 100m farfalla e nei 200 misti, bronzo nei 200m farfalla.

## Riconoscimenti
- European Aquatics: 2023